# رنه د بورست
رنه د بورست (انگلیسی: René de Borst؛ زادهٔ ۲۲ فوریهٔ ۱۹۵۸) دانشمند در زمینه اهل پادشاهی هلند است.
وی همچنین برندهٔ جوایزی همچون جایزه اسپینوزا شده‌است.